# Quinto Cecílio Metelo Pio
Quinto Cecílio Metelo Pio (m. 63 a.C.; em latim: Quintus Caecilius Metellus Pius) foi um político da gente Cecília Metela da República Romana eleito cônsul em 80 a.C. com o ditador Lúcio Cornélio Sula. Era filho único de Quinto Cecílio Metelo Numídico, cônsul em 109 a.C., com quem serviu durante a Guerra contra Jugurta, e pai adotivo de Quinto Cecílio Metelo Pio Cipião Násica, cônsul em 52 a.C. e filho biológico de Públio Cornélio Cipião Násica Serapião, cônsul em 111 a.C.. Foi também pontífice máximo entre 81 a.C. e sua morte.
Metelo Pio foi um fiel aliado de Sula e o principal general romano na Guerra Sertoriana, lutando ao lado de Pompeu. Recebeu o agnome "Pio" por causa de suas constantes e incansáveis tentativas de reverter oficialmente o exílio de seu pai.

## Primeiros anos
A carreira de Metelo pio começou no mesmo ano do consulado de seu pai, a quem serviu em sua campanha pela Numídia como seu "contubernalis" ("cadete") durante a Guerra contra Jugurta, retornando a Roma em 107 a.C., depois que seu pai foi reconvocado forçosamente por causa de Caio Mário. Em 100 a.C., depois do banimento de seu pai por causa das manobras de Mário e Lúcio Apuleio Saturnino, Metelo Pio iniciou sua campanha para trazê-lo de volta. Em 99 a.C., ele apresentou uma petição com este objetivo e seus esforços incansáveis sobre o tema resultaram na passagem de uma lei pelo tribuno da plebe Quinto Calídio que finalmente autorizou o retorno. Por sua lealdade ao pai, recebeu o agnome "Pio", um prêmio pela sua constância e inflexibilidade na luta pela reabilitação política do pai e seu retorno a Roma.
Em algum momento da década de 90 a.C., Metelo Pio foi eleito para o Colégio de Pontífices por conta da eminência e influência de sua família. Durante a Guerra Social, serviu como legado no final de 89 a.C., provavelmente para o cônsul Pompeu Estrabão, obtendo algumas vitórias contras os mársios. Por causa delas, foi eleito pretor no ano seguinte (88 a.C.) e, durante seu mandato, recebeu a missão de listar todos os aliados italianos como novos cidadãos romanos no espaço de sessenta dias, segundo estipulava a Lex Plautia Papiria. Com a missão cumprida, Metelo Pio recebeu um novo comando na Guerra Social, substituindo Caio Coscônio no front meridional. Metelo Pio então arrasou o território da Apúlia, capturou a cidade de Venúsia e derrotou um dos principais líderes rebeldes, Quinto Popédio Silão, que morreu tentando reconquistar Venúsia.
Em 87 a.C., seu comando foi estendido e Metelo Pio foi nomeado propretor, responsável por continuar a guerra contra os samnitas. No final do mesmo ano, porém, uma disputa entre os dois cônsules, Lúcio Cornélio Cina e Cneu Otávio transformou-se em conflito aberto. Cina, expulso de Roma, reuniu-se com o já exilado Caio Mário e os dois cercaram Roma. Na primeira fase deste conflito, o Senado Romano, temendo a necessidade de mais tropas e comandantes, ordenou que Metelo Pio negociasse a paz com os samnitas.
Marchando para Roma, Metelo Pio acampou no monte Albano acompanhado por Públio Licínio Crasso Dives. Cneu Otávio, que havia fugido da cidade, foi ao seu encontro, mas os dois se desentenderam, especialmente depois que as tropas de Metelo exigiram que seu general recebesse o comando geral das forças, incluindo as de Otávio. O Senado então pediu-lhe que negociasse com Cina em seu nome, um período no qual ele reconheceu Cina como cônsul legítimo. Porém, depois que Cina ocupou Roma e começaram as execuções de Caio Mário, Metelo Pio decidiu abandonar Roma e seguiu primeiro para a Ligúria e depois para a norte da África.

## Aliado de Sula

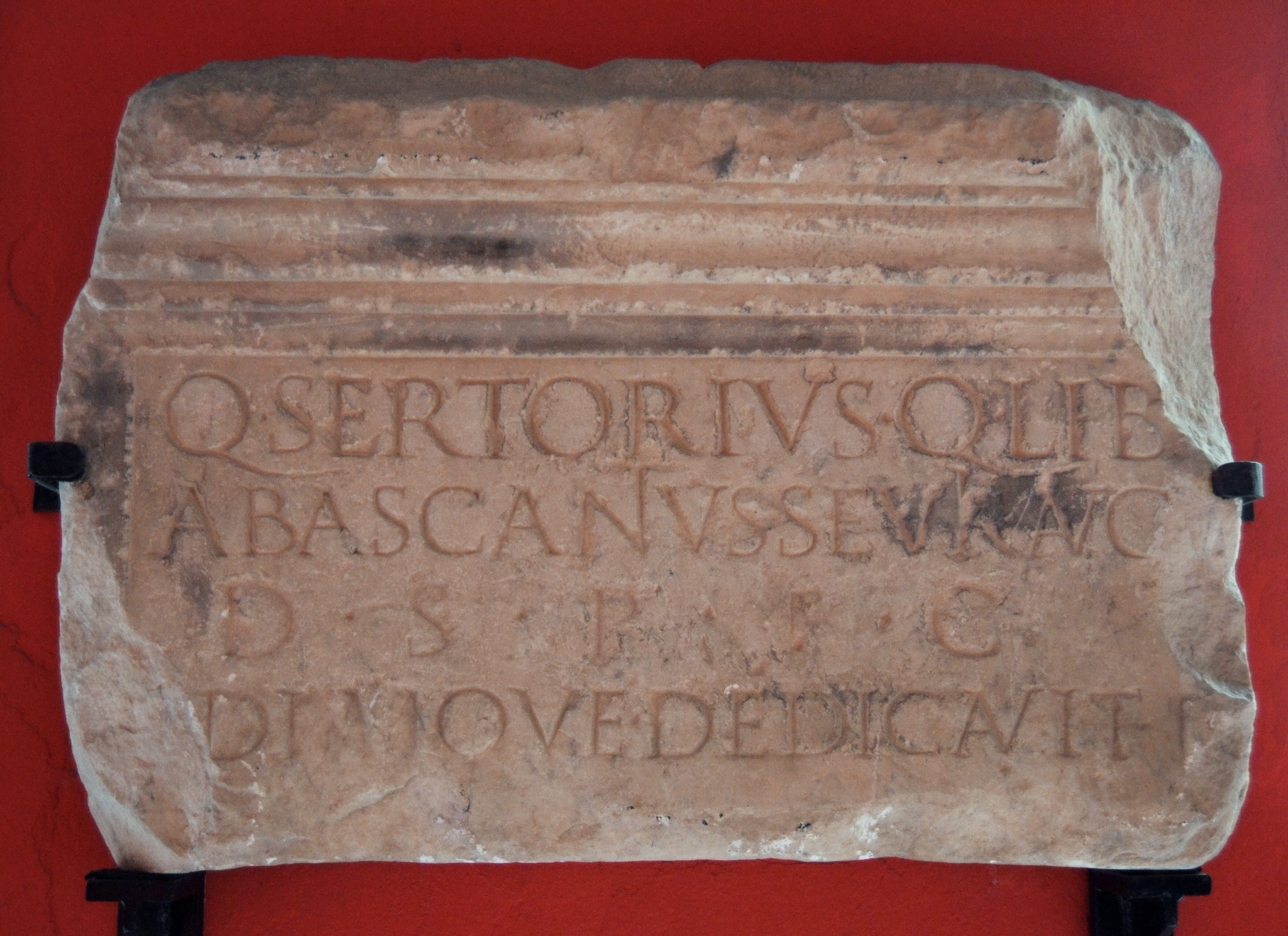
Inscrição de Sertório encontrada no século XVIII. Atualmente no Museu de Belas Artes de Valência

Chegando na África no início de 86 a.C., Metelo Pio começou a arregimentar um exército apoiando-se em seus clientes, com a intenção de se juntar a Sula, que até então vinha sendo o principal opositor Cina e Mário. A ele se juntou Marco Licínio Crasso, mas, os dois também se desentenderam e Crasso foi forçado a fugir, juntando-se, no fim, às tropas de Sula na Grécia. Atuou ainda como governador proconsular da província, um posto que não foi reconhecido por Cina e nem pelo regime Romano. Seja como for, não foi até 84 a.C. que os marianos em Roma conseguiram selecionar e enviar um governador para a província, Caio Fábio Adriano. Quando ele chegou, sua primeira missão foi expulsar Metelo Pio, que fugiu para a Numídia; perseguido lá também, ele e o rei númida, Hiempsal II, foram forçados a fugir novamente, desta vez para a Mauritânia. A partir daí, Metelo Pio seguiu para Ligúria, já no final de 84 a.C. ou início do ano seguinte.
No final de 83 a.C., Sula já havia retornado do oriente e seguia cautelosamente em direção a Roma para o confronto final com o regime mariano. Marchando rapidamente, Metelo Pio foi o primeiro a encontrá-lo à beira da Via Ápia. Sula, como muitos membros da aristocracia, só se aliou formalmente a Sula enquanto era prudente fazê-lo e não por que ele aprovava suas medidas, como foi o caso da primeira marcha sobre Roma. Seja como for, reconhecendo Metelo como detentor do imperium proconsular, Sula fez dele seu braço direito. Em julho de 83, o Senado, dirigido pelo cônsul Cneu Papírio Carbão, declarou Metelo Pio um inimigo público.
Sula enviou Metelo Pio em 82 a.C. para assegurar o controle do norte Itália e, acompanhado pelo jovem Pompeu, atacou e derrotou Caio Carrinas, um legado de Cneu Papírio Carbão, na Batalha do rio Asio, em Piceno. Logo em seguida, Metelo conseguiu vencer também Papírio Carbão e Caio Norbano na Batalha de Favência, efetivamente pacificando a Gália Cisalpina para Sula. Com a vitória de Sula em 82 a.C., o novo ditador começou a recompensar seus aliados e nomeou Metelo Pio como pontífice máximo em 81 a.C., logo depois do assassinato de Quinto Múcio Cévola Pontífice. Este foi o único caso em toda a história da República Romana no qual o titular da posição foi escolhido sem votação, o que provocou muitas críticas, especialmente por que, aparentemente, Metelo Pio sofria episódios de gagueira, o que obrigava a repetição das fórmulas religiosas sempre que ele cometia um erro para evitar maus augúrios. Ciente da situação de Metelo Pio, é possível que a nomeação tenha sido uma piada de Sula.
Durante todo este período, Metelo Pio se revelou como um dos mais importantes subordinados de Sula. Um optimate, membro da aristocracia romana e um defensor das prerrogativas do Senado, Metelo dedicou-se integralmente a erradicar os populares de Caio Mário e Cina e suas táticas populistas. Porém, não se envolveu na violência que se seguiu à notícia da iminente chegada de Sula a Roma. Finalmente, em 80 a.C., Metelo Pio foi nomeado cônsul juntamente com Sula. Metelo utilizou do seu posto para recompensar Quinto Calídio, que o ajudou a trazer seu pai de volta, financiando sua sua candidatura a pretor.

## Guerra Sertoriana

Hispânia

Em algum momento durante o consulado de Metelo Pio, Quinto Sertório, um dos principais aliados de Mário e Cina, se estabeleceu na Hispânia e iniciou ali uma revolta contra o Senado, agora dominado por Sula. Depois da derrota do governador da Hispânia Ulterior, o Senado decidiu enviar Metelo Pio assim que seu mandato acabou. A Hispânia Ulterior foi elevada ao status de província consular e Metelo Pio, já como novo procônsul, partiu com a missão de derrotar Sertório. Metelo estabeleceu suas bases em Metelino (moderna Medellín), Castra Cecília (moderna Cáceres). Metelo prolongou a Via Lata do rio Tejo, em Ceciliana, perto da moderna Setúbal, até a Serra de Gredos, onde fundou Vico Cecílio (moderna Puerto de Béjar). A partir destas bases, enfrentou Sertório e seu aliado Marco Perperna Ventão.
Inicialmente, ficou claro que Metelo não era páreo para Sertório, sofrendo várias derrotas frente às suas táticas de guerrilha. Um legado, chamado Tório, foi enviado para ajudar o governador da Hispânia Citerior, o pretor Marco Domício Calvino, mas foi derrotado por Sertório no ano seguinte. Depois de um fracassado avanço em direção ao Tejo, em 79 a.C., e de sofrer uma nova derrota para Sertório em Lacóbriga, no ano seguinte, Pio foi forçado a pedir ajuda do governador da Gália Transalpina, mas ele também foi derrotado, desta vez por um legado de Sertório, e nada mais pôde fazer para ajudar. Metelo, com todas as suas forças exauridas, acabou sendo expulso de sua própria província.
Quando os cônsules de 78 a.C. se negaram a seguir para a Hispânia para ajudar Metelo Pio como procônsules, o Senado, no final de 77 a.C., sabendo das dificuldades de Metelo Pio, decidiu enviar o general Pompeu com um exército adicional para ajudar Metelo Pio como pudesse e este teve seu mandato como governador prorrogado. Para comemorar, Metelo Pio emitiu uma série de denários em nome, com a inscrição "Q(uintus) C(æcilius) M(etellus) P(ius) I(mperator)" ou simplesmente "IMPER", com uma cabeça da "Piedade" no anverso, uma alusão ao seu agnome ("Pio"). Pompeu chegou no ano seguinte e aproveitou a guerra para fortalecer e ampliar as suas clientelas na Península Ibérica, assentou-se na costa mediterrânica e fazendo amizade com as populações locais em cujo território se preparou para a campanha. Os dois trabalharam bem juntos, apesar da forte pressão de Sertório, que focou seus esforços no general recém-chegado, deixando Metelo Pio livre para atacar seus subordinados.
Quase que imediatamente a estratégica passou a funcionar; Metelo Pio derrotou Lúcio Hirtuleio, o questor de Sertório, em Itálica. Logo em seguida, uma nova vitória sobre o mesmo Hirtuleio, desta vez em Segóvia (75 a.C.), que custou a vida do general inimigo. O plano de Pompeu, que consistia em libertar a costa oriental, fracassou. Por outro lado, Metelo obteve uma brilhante vitória sobre Hirtuleio às margens do rio Sucro e correu para auxiliar Pompeu. Juntos, os dois finalmente conseguiram vencer uma batalha contra Sertório em Sagunto, o que valeu a Metelo Pio uma aclamação como imperator por seus homens.
Depois do inverno na Gália, Metelo Pio retornou para a Hispânia em 74 a.C. e capturou as cidades de Augusta Bílbilis e Segóbriga. Logo depois, juntou-se a Pompeu novamente no cerco de Calgúrris (moderna Calahorra). Os dois foram forçados a levantar o cerco quando Sertório se aproximou e Metelo Pio seguiu para a Gália. Depois de seguidas vitórias em 73 a.C., Metelo Pio tirou sua atenção da guerra e permitiu que Pompeu assumisse o comando nas fases finais da guerra, que culminou com o assassinato de Sertório em 72 a.C.. Depois do final da revolta, Metelo impôs novos impostos sobre sua província para compensar as perdas durante a guerra. Seu mandato terminou em 71 a.C. com o final da guerra. Metelo marchou para Roma e, depois de cruzar os Alpes, debandou seu exército e seguiu para a capital para celebrar, com Pompeu, um triunfo (30 de dezembro de 71 a.C.). Apesar do triunfo, nos oito anos de resistência, Metelo Pio não conseguiu derrotar Sertório de forma conclusiva e foi apenas depois que ele foi morto por seus próprios homens é que os rebeldes foram forçados a ceder às suas habilidades militares.

## Anos finais

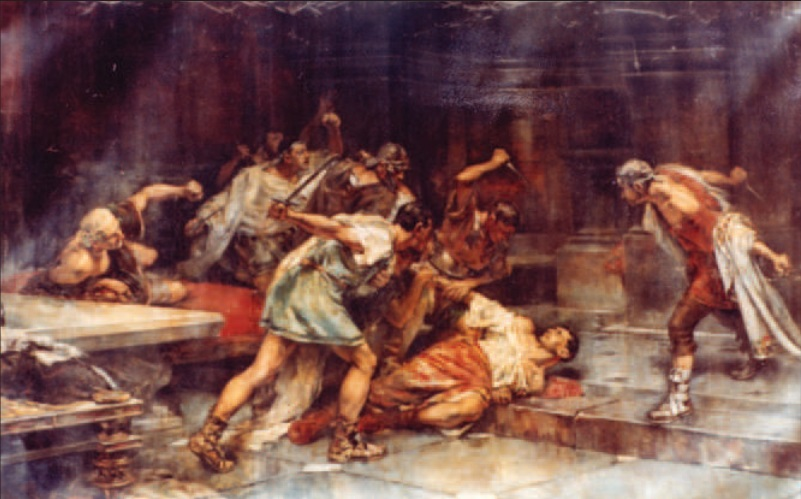
"A morte de Sertório". Em mais de oito anos, Metelo Pio não conseguiu derrotar decisivamente Quinto Sertório, que acabou sendo assassinado por seus próprios homens. Somente depois disto é que os aliados de Sula conseguiram finalmente reconquistar a região

Apesar de Metelo Pio e Pompeu terem trabalhado juntos na Hispânia, a orientação política de Metelo fez dele um adversário de Pompeu em sua irregular carreira extra-magisterial durante a década de 60 a.C.. Embora Pompeu fosse virtualmente intocável, o Senado Romano podia descontar sua frustração em seus clientes e antigos subordinados. Quando o antigo tribuno da plebe e aliado de Pompeu, Caio Cornélio, foi acusado de crime de maiestas (alta traição), a acusação convocou como testemunhas uma série de importantes consulares inimigos de Pompeu, incluindo Metelo Pio.
Metelo Pio era um amigo e patrono do famoso poeta Aulo Licínio Árquia. Pio morreu por volta de 63 a.C. e Júlio César, de volta a Roma, foi nomeado seu sucessor como pontífice máximo.

## Relações familiares
Metelo Pio casou-se com Licínia Crassa Segunda (ou Menor), filha de Lúcio Licínio Crasso com Múcia Segunda, com quem não teve filhos. Por isto, ele adotou seu sobrinho por casamento e filho de seu primo de segundo grau, Públio Cornélio Cipião, rebatizado de Quinto Cecílio Metelo Pio Cipião Násica. Ele era originalmente filho da irmã da esposa de Metelo Pio, Licínia Crassa Prima (ou Maior), com Públio Cornélio Cipião Násica Serapião, que era, por sua vez, filho de Públio Cornélio Cipião Násica Serapião com Cecília Metela Macedônica, filha de Quinto Cecílio Metelo Macedônico.